# Nunoidium argentinum
Nunoidium argentinum är en skalbaggsart som beskrevs av Gilbert John Arrow 1913. Nunoidium argentinum ingår i släktet Nunoidium och familjen bladhorningar. Inga underarter finns listade i Catalogue of Life.